# 0836
0836 è il prefisso telefonico del distretto di Maglie, appartenente al compartimento di Bari.
Il distretto comprende la parte orientale della provincia di Lecce. Confina con i distretti di Gallipoli (0833) a sud-ovest e di Lecce (0832) a nord.

## Aree locali
Il distretto di Maglie comprende 38 comuni compresi nelle 3 aree locali di Galatina, Maglie (ex settori di Maglie e Martano) e Poggiardo (ex settori di Otranto e Poggiardo).

## Comuni
I comuni compresi nel distretto sono: Andrano, Aradeo, Bagnolo del Salento, Botrugno, Cannole, Carpignano Salentino, Castrignano de' Greci, Castro, Corigliano d'Otranto, Cursi, Cutrofiano, Diso, Galatina, Giuggianello, Giurdignano, Maglie, Martano, Melpignano, Minervino di Lecce, Muro Leccese, Neviano, Nociglia, Ortelle, Otranto, Palmariggi, Poggiardo, San Cassiano, Sanarica, Santa Cesarea Terme, Scorrano, Seclì, Sogliano Cavour, Soleto, Spongano, Sternatia, Surano, Uggiano la Chiesa e Zollino .